# Lewuombanua
Lewuombanua is een bestuurslaag in het regentschap Nias van de provincie Noord-Sumatra, Indonesië. Lewuombanua telt 1334 inwoners (volkstelling 2010).